# Yasumasa Morimura

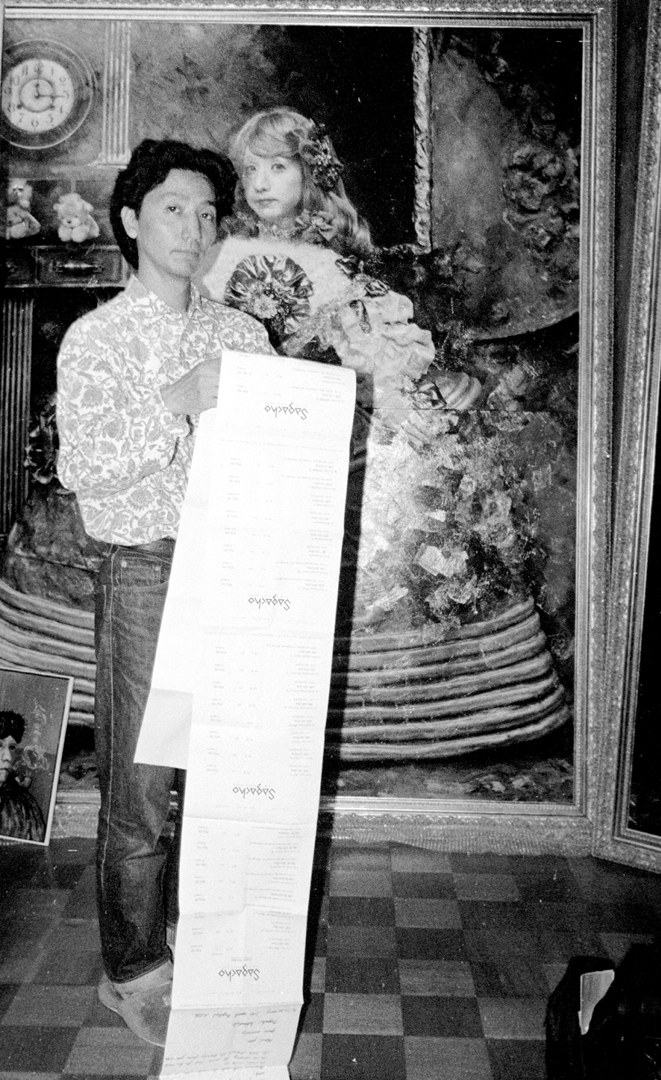
Yasumasa Morimura in seinem Studio in Osaka, 1990

Yasumasa Morimura (jap. 森村 泰昌 Morimura Yasumasa; * 11. Juni 1951 in Tennōji-ku, Osaka) ist ein japanischer Künstler, der an der Kyoto City University of Arts studierte und für seine fotografischen Arbeiten bekannt wurde. Er gewann zahlreiche Auszeichnungen für sein künstlerisches Werk.

## Werk
Yasumasa Morimura ist ein Vertreter der Appropriation Art. Morimura inszenierte sich selbst unter anderem nach Fotografien von Cindy Sherman, auf denen sie sich selbst in verschiedenen Verkleidungen und Rollen porträtierte („Film Stills“). Da Sherman als Frau auf ihren Bildern oft in männliche Rollen schlüpft, Morimura jedoch in weibliche, wird das Verwirrspiel geschlechtlicher Identität noch weiter gesteigert.
Yasumasa Morimura gehört der 2. Generation der appropriation artists an. Als Teil dieser Strömung appropriiert er die Künstler der 1. Generation. Während es sich bei diesen (Sturtevant, Pettibone, Lawler, Levine u. a.) oft um Autorschaft, Originalität, geistiges Eigentum und Signatur handelt, beschäftigt sich Morimura eher mit der Auseinandersetzung um Gender, Identität, Differenz. Wie schon in den „history portraits“ von Cindy Sherman schlüpft er physisch in die Rolle seiner auserwählten Modelle, wobei er sich dabei auffallend oft des weiblichen Modells bedient.
Er entwickelt den von Sherman übernommenen Ausgangspunkt weiter, indem er sich als Mann in einen von ihr geschaffenen Rahmen begibt und weder auf den ersten Blick als Mann zu erkennen ist, noch sich offenkundige Unterschiede zum Original überhaupt ausmachen lassen. Der Betrachter gerät infolge des vermeintlichen Wiedererkennens des bekannten Vorbildes in ein interaktives Ratespiel, mittels Herausstellen von Ähnlichkeiten und Abweichungen, womit sich in der weiteren Auseinandersetzung ein  neuer, komplexer Fragenkatalog innerhalb eines völlig neuen Kontextes anschließt. In diesem muss nun nach verschiedenen Ebenen der Identitätsinszenierung gefragt werden. Die Identität muss bei Morimura als Ganzes, sowohl als soziales Geschlecht, als auch als Physisches begriffen werden.

## Identität bei Morimura
Aus einer breiten Palette an Ansätzen im postmodernen Diskurs zum Thema Identität kann wenigstens folgender Konsens entnommen werden: Identität ist als Kombination persönlicher Eigenschaften festzustellen, welche die „Essenz“ eines menschlichen Individuums definieren. Diese Kombination wird zum Ausgangspunkt individuellen Handelns. Die Identität kann nicht als feste Größe angenommen werden, sondern ist eher eine sich ständig ändernde Variable, die durch Interaktion geprägt wird. Folgt man den Überlegungen von Jacques Derrida, Michel Foucault, Judith Butler und anderen Theoretikern der Postmoderne zum Thema der dynamischen und konstruierten Identität ergibt sich, dass Individuen nicht autonom oder souverän sind, sondern Konstrukte ihrer Zeit und auch Kategorien wie etwa „männlich“ oder „weiblich“ nicht naturgegeben, sondern soziale Konstrukte. All diese unterschiedlichen Formen des „identitären Daseins“ liegt ein für Umdeutungen offener Prozess zugrunde. Selbiges gilt für die verschiedenen Identitäten, die Morimura von sich entwirft. „Identität“ kann bei Yasumasa Morimura als Synonym für ein inszeniertes, „ästhetisches Selbstkonzept“ verstanden werden.
1996 wurde er für den Hugo Boss Prize nominiert.

## Öffentliche Sammlungen
Australien
- Art Gallery of New South Wales, Sydney, NSW[3]

Deutschland
- Museum Ludwig, Köln[10]

Japan
- Iwaki City Art Museum, Iwaki
- 21st Century Museum of Contemporary Art - Kanazawa, Kanazawa[3]
- Hara-Kunstmuseum, Tokio[11]

Niederlande
- Huis Marseille stichting voor fotografie, Amsterdam

Schweiz
- Fotomuseum Winterthur, Winterthur[12]

Spanien
- Musac - Museo de Arte Contemporáneo de Castilla y León, Léon
- Museo de Bellas Artes Santander, Santander

USA
- University Art Museum, Albany, NY
- Los Angeles County Museum of Art - LACMA, Los Angeles, CA
- Missoula Art Museum MAM, Missoula, Mont.
- San Francisco Museum of Modern Art - SFMOMA, San Francisco, CA[13]
- Hirshhorn Museum and Sculpture Garden, Washington, DC

## Veröffentlichungen
- Yasumasa Morimura: Selfportraits as actress. Überlegungen zur Identität. VDM Verlag Dr. Müller, Saarbrücken 2008, ISBN 978-3-8364-7387-3.
- My Self-Portraits as a Theater of Labyrinths JP Oversized.